# 晦日銭
晦日銭（みそかぜに）は、江戸の古町町人が町の運営費として町年寄に納入していた金。
古町とは、明暦3年（1657年）の大火前後までに成立していた300町ほどの町で、古町町人はそこに代々暮らしてきた人達のことである。
当初、町年寄役所の町方支配事務を各町が分担しており、各町の月行事が交代で町年寄役所に勤務していたという。町々ではこれを「迷惑」と考え、人員を出す代わりに町年寄役所で「手代」を雇う給料として金を納める方式へと変わっていった。その納入金の中で、古町町人達が納めた金を晦日銭と呼んだ。町年寄3家の収入のうち、晦日銭は寛政元年（1789年）には、
- 奈良屋市右衛門 33両
- 喜多村彦蔵 50両
- 樽屋与左衛門 31両

となっている。